# Pointe de Pen-Hir

Il Mer d'Iroise con la Pointe de Pen-Hir

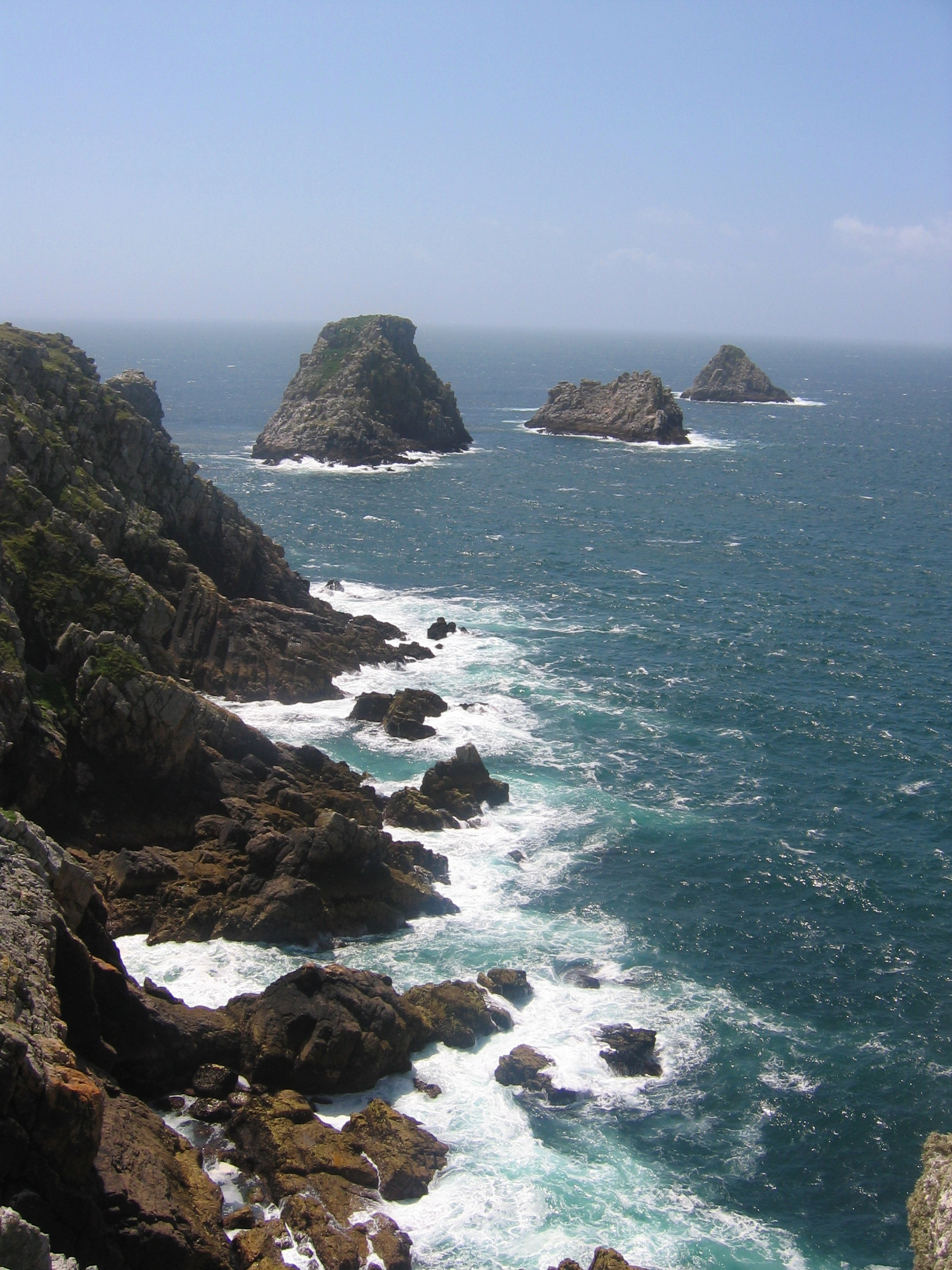
Bretagna: la Pointe de Pen-Hir con gli scogli detti Tas de Pois

La Pointe de Pen-Hir (trascritto spesso anche come Pointe de Penhir; in bretone: Beg Penn Hir) è un promontorio che si erge per circa 70 m sul Mer d'Iroise, nella costa atlantica della Bretagna (Francia nord-occidentale), situato nella Penisola di Crozon (Presqu'île de Crozon) e nel territorio comunale di Camaret-sur-Mer, nel Finistère meridionale (Bretagna nord-occidentale).

## Geografia

### Collocazione

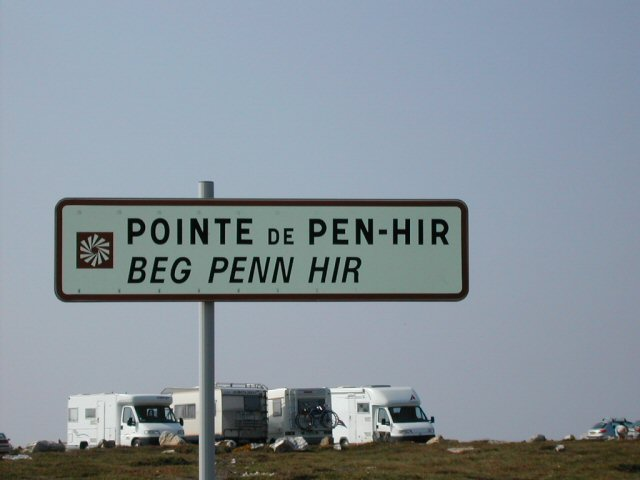
Bretagna: Insegna stradale indicante la Pointe de Pen-Hir

La Pointe de Pen-Hir si trova nella parte nord-occidentale del Finistère meridionale, a pochi chilometri a sud-ovest di Camaret-sur-Mer, a 11 km ad ovest di Crozon, a nord di Pointe de Dinan e a sud di Pointe des Espagnols.

## Etimologia
Il termine Penn-Hir significa la “lunga punta” o “testa lunga”.
Esiste anche la forma Penn-tir, che significa “punta di un terreno incolto”.

## Caratteristiche
Ai piedi del promontorio si trovano gli scogli detti Tas de Pois (“Mucchio di piselli”): Grand Dahouët, Petit Dahouet, Penn-Glaz (“testa verde”), Chelott, Bern-Id et Ar Forc'h (“la forca”).

## Da vedere

### Croix de Pen-hir
Nel promontorio si trova il Monument aux Bretons de la France Libre, ovvero “Monumento dei Bretoni della Francia libera”, detto anche “Croix de Pen-Hir”, monumento in onore dei Bretoni che hanno vissuto il periodo della seconda guerra mondiale, creato tra il 1949 e il 1951 dall'architetto Jean-Baptiste Mathon e dallo scultore Victor-François Bazin ed inaugurato nel 1960 da Charles de Gaulle.
Il monumento reca l'iscrizione: Aux Bretons de la France Libre - MCMXL - MCMXLV - La France a perdu une bataille, mais la France n'a pas perdu la guerre. Dans l'univers libre des forces immenses n'ont pas encore donné. Un jour ces forces écraseront l'ennemi, ovvero "Ai Bretoni della Francia libera - MCMXL - MCMXLV - La Francia ha perduto una battaglia, ma la Francia non ha perduto la guerra. Nell'universo libero, delle forze immense non hanno ancora fatto un dono. Un giorno, queste forze immense schiacceranno il nemico".
La Croix de Pen-Hir “monumento storico” dal 1996.:

### Musei
Da vedere nei dintorni della Pointe de Pen-Hir, vi sono, inoltre, i seguenti musei::
- Musée Ornithologique de Pen-Hir
- Musée du Mur de l'Atlantique

## Galleria d'immagini

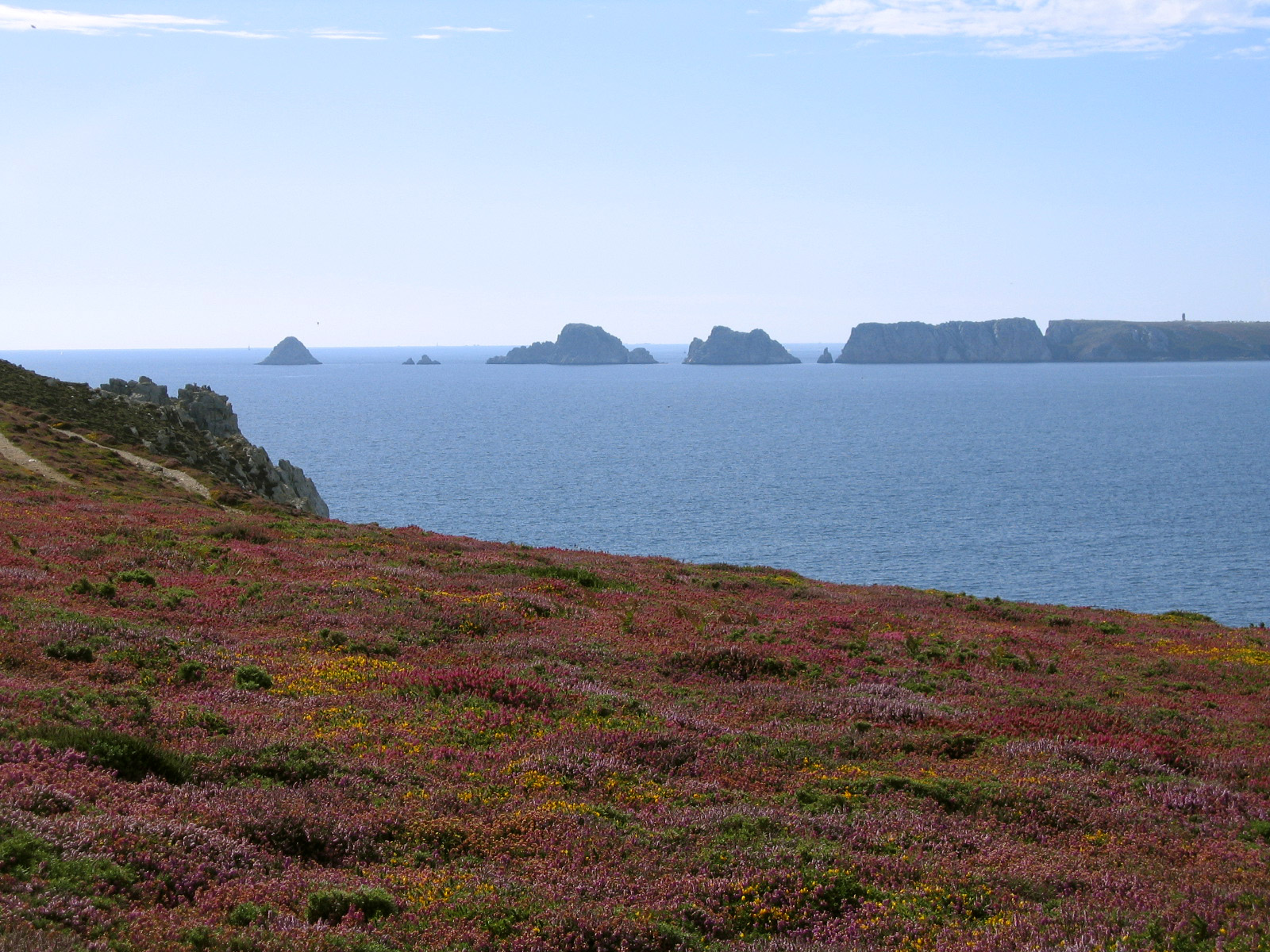
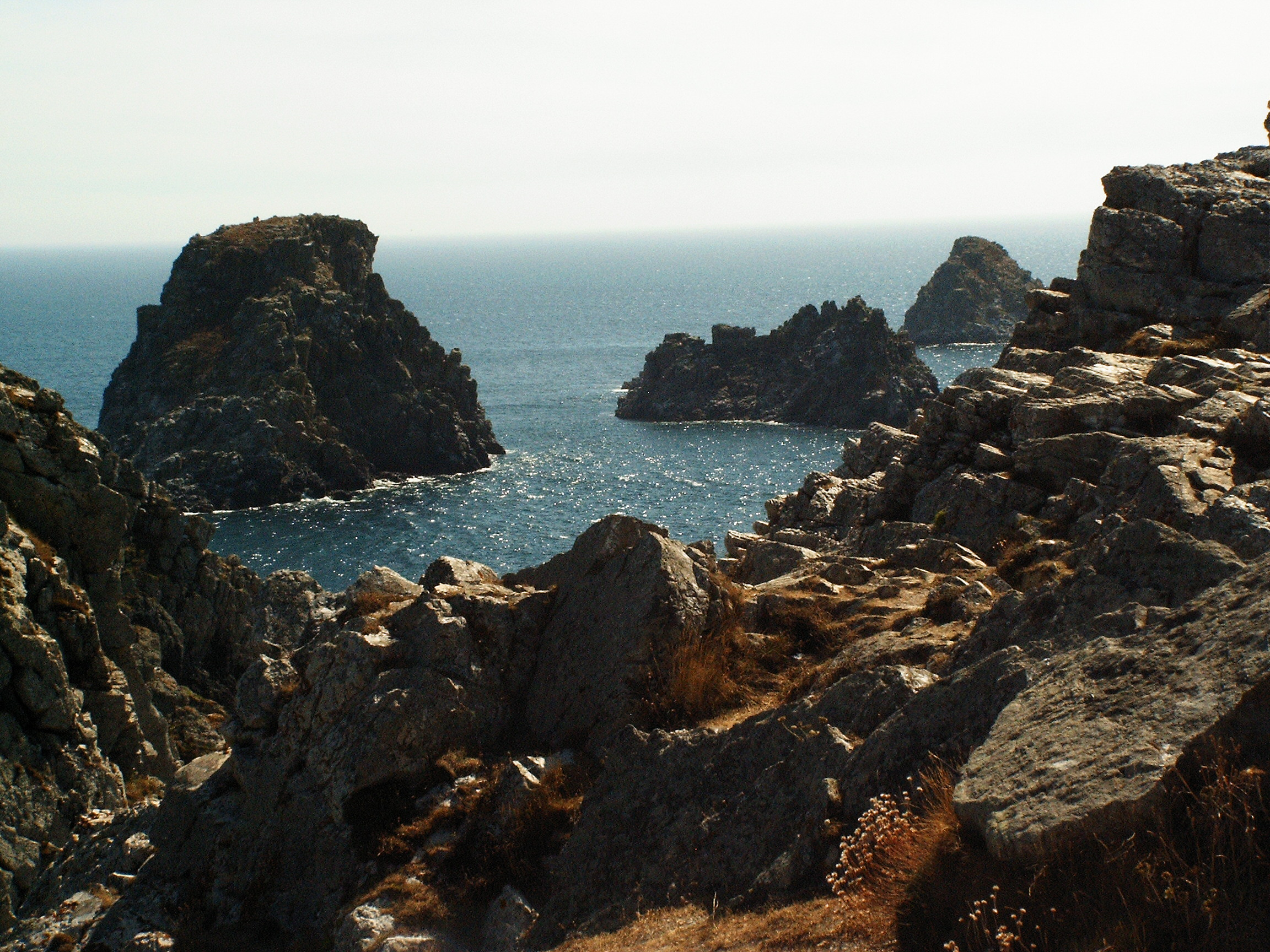
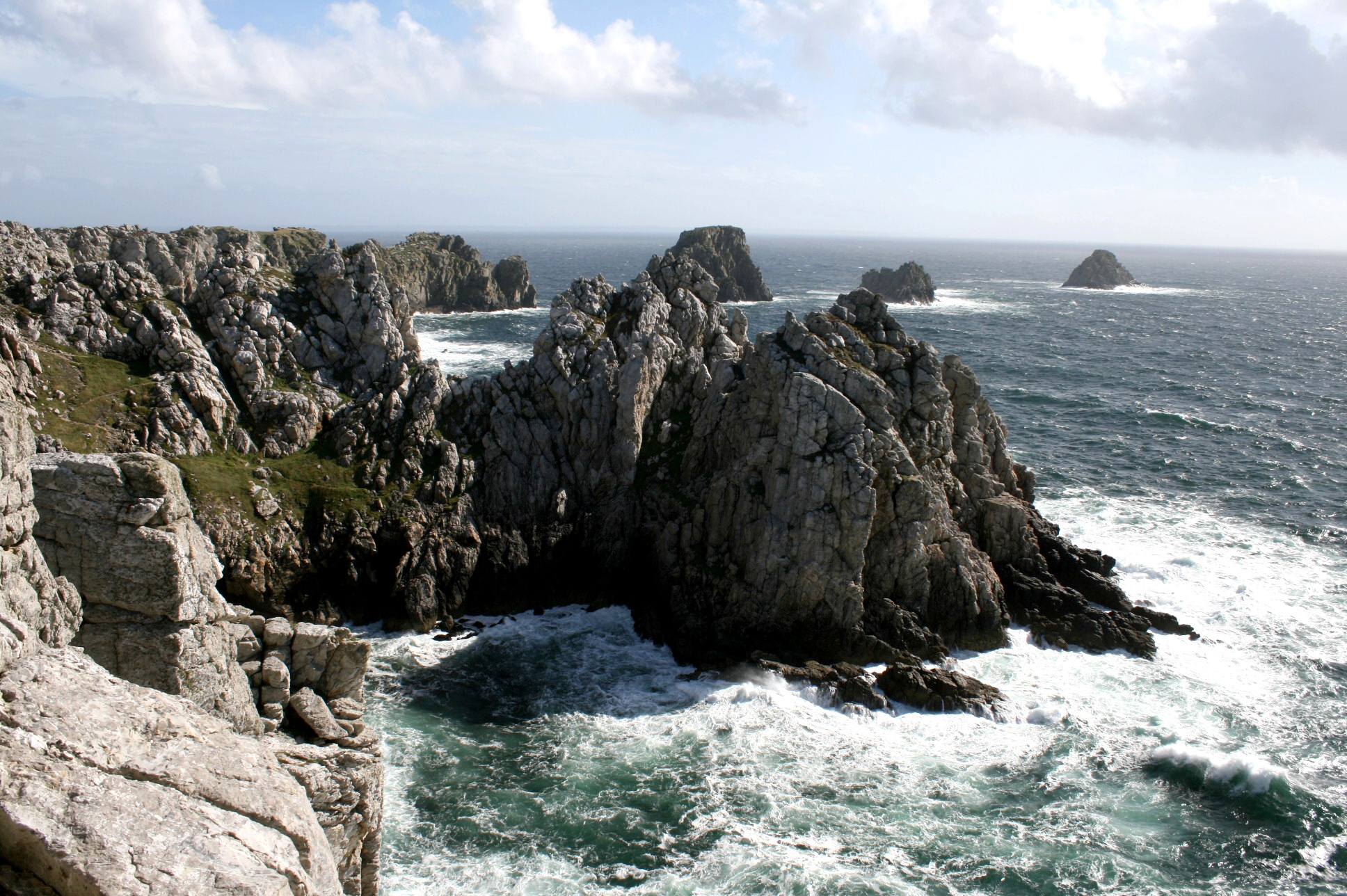

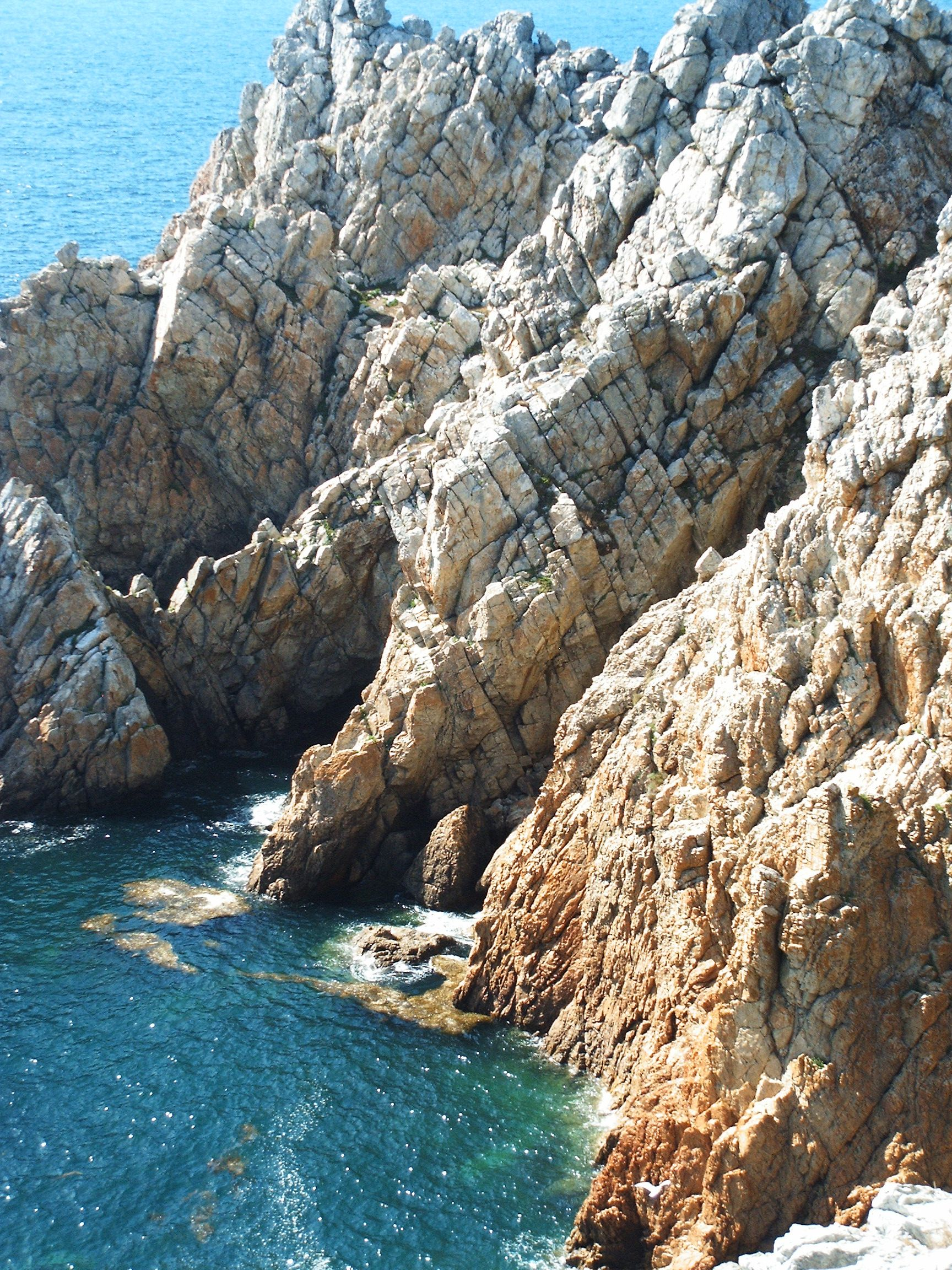
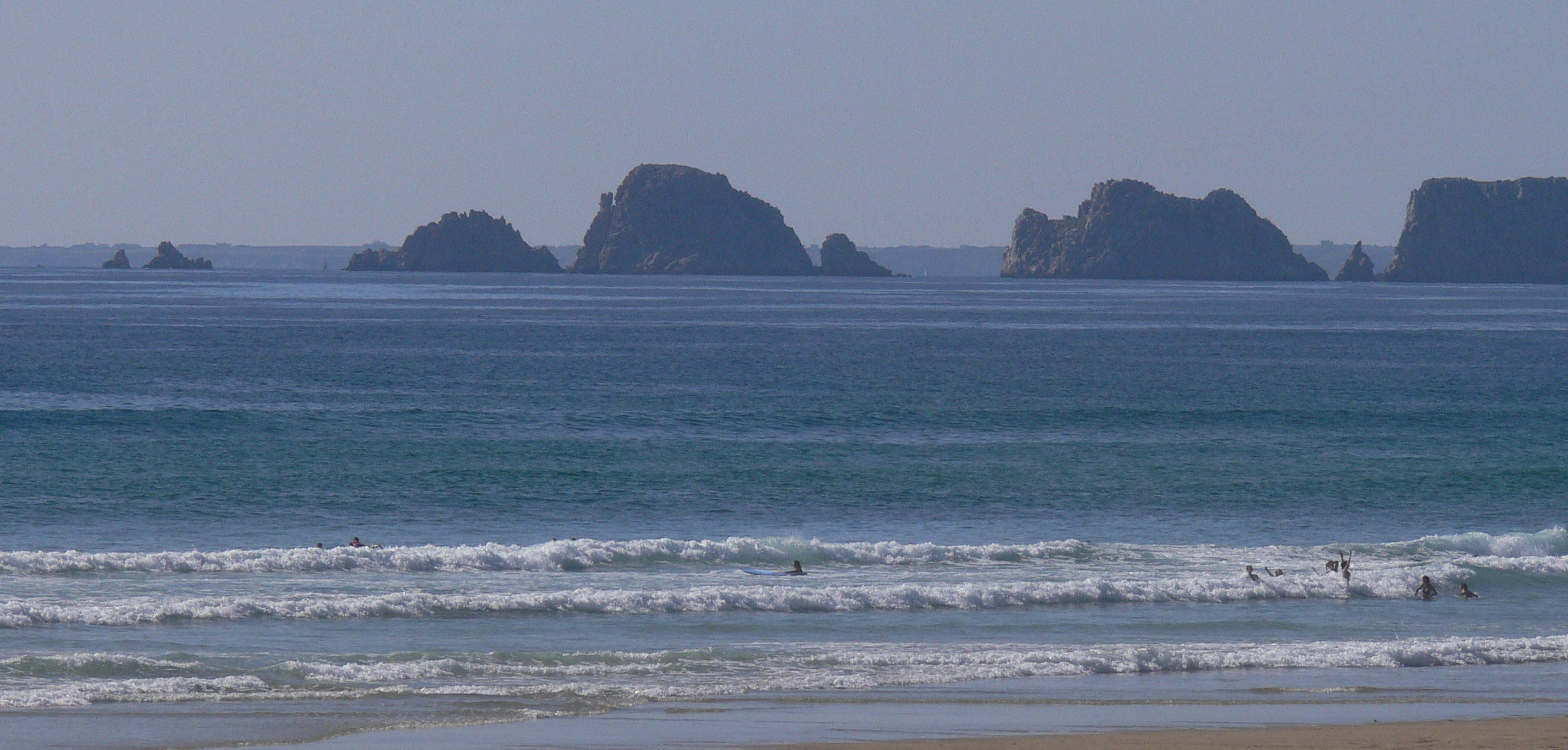
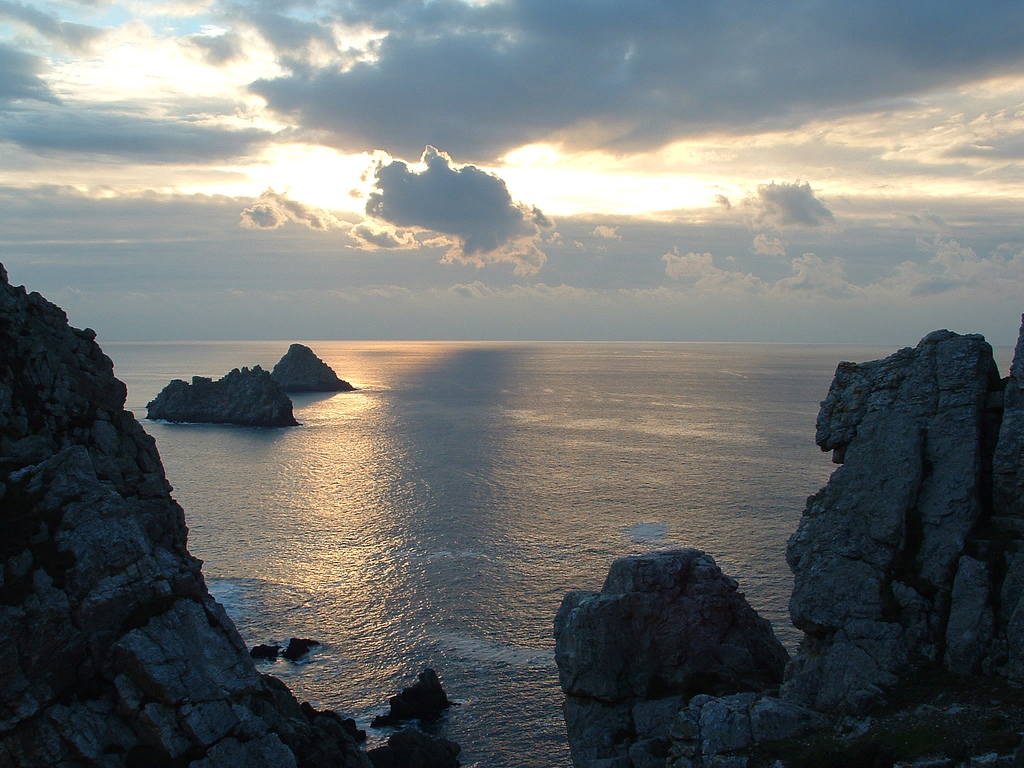
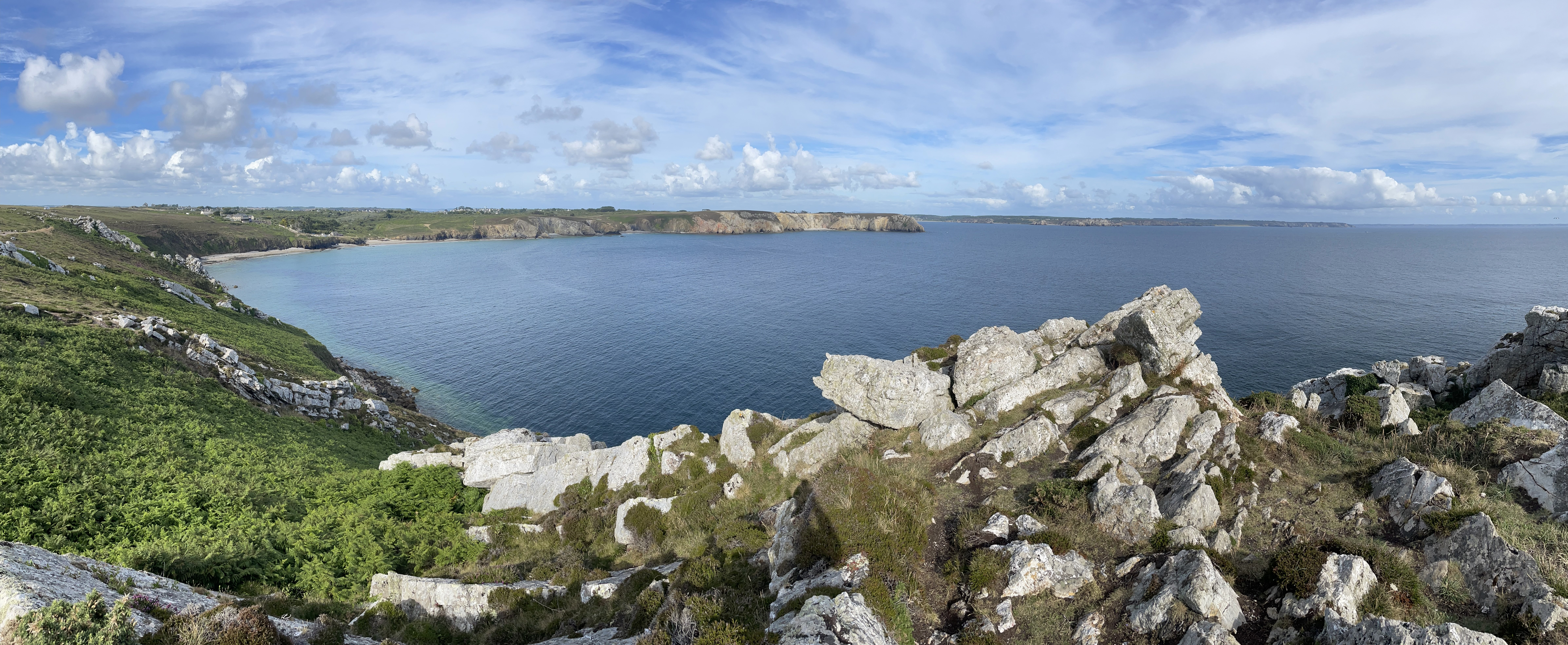